# Lijst van burgemeesters van Oud en Nieuw Gastel
Dit is een lijst van burgemeesters van de voormalige Nederlandse gemeente Oud en Nieuw Gastel van 1813 tot die gemeente op 1 januari 1997 opging in de gemeente Halderberge.
| Ambtsperiode | Naam burgemeester                            | Partij of stroming | Bijzonderheden      |
| ------------ | -------------------------------------------- | ------------------ | ------------------- |
| 1795 - 1813  | Thomas de Bie                                |                    | maire               |
| 1814 - 1821  | Johan Christoffel van Voss                   |                    | schout/burgemeester |
| 1821 - 1822  | Leonardus Timmermans                         |                    |                     |
| 1823 - 1843  | Johannes Christiaan Antonius de Bie          |                    |                     |
| 1844 - 1852  | Petrus Franciscus Eeman                      |                    |                     |
| 1852 - 1862  | Johannes Mastboom                            |                    |                     |
| 1862 - 1877  | Gerardus Antonius Blankers                   |                    |                     |
| 1877 - 1887  | Henricus Petrus Mastboom                     |                    |                     |
| 1887 - 1897  | Constantinus Franciscus Cornelius de Bie     |                    |                     |
| 1898 - 1940  | Antonie Gerard Johannes Mastboom (1868-1954) |                    |                     |
| 1940 - 1961  | Henricus Josephus Maria Hofland              |                    |                     |
| 1961 - 1978  | Theo (Th.J.) Andriessen                      | KVP                |                     |
| 1979 - 1986  | Jan (J.P.) Berkhout                          | CDA                |                     |
| 1986 - 1997  | Piet (P.P.T.C.J.) Rossou                     | CDA                |                     |